# Світличний Костянтин Кирилович
Костянтин Кирилович Світличний (* 5 березня 1922 — 2001) — український письменник родом із Донбасу.
Жив і працював у Черкасах. Учасник Великої вітчизняної війни. Член Національної спілки письменників України. Письменник тривалий час був керівником літературної студії «Ровесник», де виховав не одне покоління літераторів. 
Автор збірок гумористичних та сатиричних оповідань «Реп'яхи» (1957), «З висоти супутника» (1958), «Я і Каміла» (1961), «Стережись автомобіля» (1962), «Нерентабельна любов» (1965), «Гумористичні оп.» (1973) та повістей «Чиє ти, небо» (1960), «Між солов'ями» (1963), «Серенада під териконами» (1970), «Легенди Чернечого озера» (1973), «Голубоока Сергіївка» (1977), «Не без усмішки» (1982), «Бувають і парадокси» (1986), «Вітько Кущ - петеушник», «Лелеки над Сахнівкою» та ін.